# 格蘭特縣 (俄勒岡州)
格蘭特縣（英語：Grant County）是位於美国俄勒冈州東部的一個縣，面積7,935平方公里。根據2020年美國人口普查，共有人口7,233人。縣治峽谷城。該縣成立於1864年10月14日，縣名是紀念南北战争英雄、第十八任美国总统尤利西斯·格兰特。